# Jarreau (album)
Jarreau è un album del cantante statunitense Al Jarreau, pubblicato dall'etichetta discografica Warner Bros. nel 1983.
L'album è prodotto da Jay Graydon, che partecipa alla stesura di 6 dei 9 brani, lo stesso numero di quelli che portano la firma dell'interprete.
Dal disco vengono tratti i singoli Boogie Down, Mornin' e Trouble in Paradise.

## Tracce

### Lato A
1. Mornin'
2. Boogie Down
3. I Will Be Here for You (Nitakungodea Milele)
4. Save Me

### Lato B
1. Step by Step
2. Black and Blues
3. Trouble in Paradise
4. Not Like This
5. Love Is Waiting